# Bret Taylor
Bret Taylor (nacido el 10 de julio de 1980) es un programador informático y empresario estadounidense. Es conocido por cocrear Google Maps y sus cargos como CTO de Facebook (ahora Meta Platforms), presidente de la junta directiva de Twitter, Inc. antes de su adquisición por parte de Elon Musk, y como co-CEO. de Salesforce (junto a Marc Benioff), este último en el que permanecerá hasta enero de 2023. Taylor fue además uno de los fundadores de FriendFeed y el creador de Quip.

## Educación
Taylor asistió a la Universidad de Stanford, donde obtuvo su licenciatura y maestría en informática en 2002 y 2003, respectivamente.

## Carrera
En 2003, Google contrató a Taylor como gerente de producto asociado. En 2005, cocreó Google Maps. Taylor dejó Google en junio de 2007 para unirse a la firma de capital de riesgo Benchmark Capital como empresario residente, donde él y varios otros ex empleados de Google fundaron el sitio web de la red social FriendFeed. Taylor fue director general de FriendFeed hasta agosto de 2009, cuando Facebook adquirió la empresa por un valor estimado de 50 millones de dólares. La adquisición llevó a Facebook a adoptar el botón "Me gusta" de FriendFeed. Después de la adquisición, Taylor se unió a Facebook y se convirtió en CTO en 2010.
En 2012, Taylor dejó Facebook para fundar Quip, un competidor de Google Docs. Quip fue adquirida por Salesforce en 2016. Ese año, Twitter, Inc. anunció que Taylor fue nombrada miembro de su junta directiva. En 2021, se convirtió en presidente de Twitter. Permaneció en el cargo hasta que se disolvió toda la junta directiva tras la adquisición de Twitter por parte de Elon Musk en octubre de 2022.
En 2017, Taylor fue nombrado director de productos de Salesforce. En 2019, Taylor fue nombrado presidente y director de operaciones de Salesforce. Como director de operaciones, Taylor lideró la adquisición de Slack por parte de Salesforce, que cerró en 2021. Taylor también lideró la creación de un sistema denominado Customer 360 en Salesforce y comenzó un programa de gerente asociado de productos en la empresa. En noviembre de 2021, Taylor fue nombrado vicepresidente y codirector ejecutivo de Salesforce. El 30 de noviembre de 2022, se anunció que Taylor dejaría el cargo de codirector ejecutivo y vicepresidente de Salesforce a fines de enero de 2023.